# Очеретнянська сільська рада (Погребищенський район)
| Очеретнянська сільська рада — колишній орган місцевого самоврядування у Погребищенському районі Вінницької області з адміністративним центром у с. Очеретня. Сільській раді підпорядковані населені пункти: - с. Очеретня - с. Довжок - с-ще Погребище Друге |

## Склад ради
Рада складається з 16 депутатів та голови.

## Керівний склад сільської ради
| ПІБ                            | Основні відомості                                                                       | Дата обрання | Дата звільнення |
| ------------------------------ | --------------------------------------------------------------------------------------- | ------------ | --------------- |
| Пашкурний Олександр Сергійович | Сільський голова, 1955 року народження, освіта, безпартійний                            | 26.03.2006   | 31.10.2010      |
| Кулик Володимир Іванович       | Сільський голова, 1973 року народження, освіта середня спеціальна, член Партії регіонів | 31.10.2010   |                 |

Примітка: таблиця складена за даними джерела